# 信賴保護原則
信賴保護原則（英語：Legitimate expectation，香港譯為合法期望），是起源自英國行政法的法律概念。法院在進行違憲審查時，乃在保護人民對於國家正當合理的信賴；人民因信賴特定行政行為所形成之法秩序，而政府安排其生活或處置其財產時，不能因為嗣後行政行為之變更而影響人民之既得權益、使其遭受不可預見之損害。中華民國《行政程序法》第八條規定：「行政行為，應以誠實信用之方法為之，並應保護人民正當合理之信賴。」
行政法係以不溯及既往為原則、溯及既往為例外。法律適用之基本原則中有所謂「不溯及既往」，此是源於法治國家內涵之信賴保護原則思想。基於此原則，立法機關於制定法律時，以衡量公益與利益保護之結果，會明定行政法規得例外的溯及既往；行政機關於適用法規時，即應遵守該原則，不得任意擴張例外之解釋而使行政法規之效力溯及於該法規生效前業已終結之事實或法律關係，以維持法律生活之安定。

## 信賴保護具備要件
1. 信賴基礎：行政机关作出了一定的行政行为，且行政意思清晰，没有歧义和限制，代表行政机关作出行政行为的人员有职权或者外观上有职权。
2. 信賴表現：行政相对人因信赖行政行为而客观上具体表现信赖的行为，如安排其生活或處置其財產。
3. 信賴值得保護：排除行政相对人明知行政机关违法、或因重大过失忽视行政机关违法，排除行政机关的行政行为违法是因为行政相对人对重要事项提供不正确资料和不完全陈述导致，排除行政相对人恶意欺诈、胁迫、贿赂或者通过其他不正当方式导致行政机关作出违法行为。
4. 無消極要件存在：例如無國家預先保留廢止權利之情形。
5. 主觀上利益並非保護範圍，即無信賴表現，僅只「預期可得」之利益者

## 保护方式

### 存续保护
行政主体不得变更、撤销或废止已经做出了行政行为或对该行政行为不得作出不利于相对人的变更，主要适用于对授益行政行为的撤销或废止。

### 财产保护
行政主体在权衡公共利益与行政相对人的利益之后，认为公共利益明显大于行政相对人的信赖利益，那么行政主体可以撤销、变更或废止已经作出的行政行为，但同时需要合理补偿行政相对人信赖该行为有效存续而获得的利益。

## 法律实践

### 中華民國

#### 憲法依據
依中華民國司法院大法官釋字第525號解釋所宣示之信賴保護原則，法規公布實施後，制定或發布法規之機關依法定程序予以修改或廢止時，應兼顧規範對象信賴利益之保護。除法規預先有施行期間或因情事變遷而停止適用，不生信賴保護問題外，其因公益之必要廢止法規或修改內容，致人民客觀上具體表現其因信賴而生之實體法上利益受損害，應採取合理之補救措施，或訂定過渡期間之條款，俾減輕損害，方符憲法保障人民權利之意旨。

#### 法律依據
除前述司法院大法官解釋外，信賴保護原則於中華民國《行政程序法》中亦定有明文，要求行政機關在進行行政行為時，對於人民正當合理之信賴，應予以保護。
《行政程序法》第8條　　　
行政行為，應以誠實信用之方法為之，並應保護人民正當合理之信賴。

然而，並非所有的信賴均受到法律之保護，為防止信賴保護原則的適用被過度擴張，同法第119條也規範信賴不值得保護之情形：
《行政程序法》第119條
受益人有下列各款情形之一者，其信賴不值得保護：
一、以詐欺、脅迫或賄賂方法，使行政機關作成行政處分者。
二、對重要事項提供不正確資料或為不完全陳述，致使行政機關依該資料或陳述而作成行政處分者。

三、明知行政處分違法或因重大過失而不知者。
綜上所述，信賴保護原則作為一個重要的憲法原則，除了在法律中予以明文規定外，亦經過司法院大法官的認可，而被納為中華民國憲法所保障的憲法權利。

## 延伸閱讀

### 文章
- Hilson, Chris, , Judicial Review, 2006, 11 (4): 289–293, doi:10.1080/10854681.2006.11426493.
- Knight, C. J. S., , Public Law, January 2009: 15–24.
- Pandya, Abhijit P. G., , Judicial Review, June 2009, 14 (2): 170–176  [2018-09-06], （原始内容存档于2015-05-18）.
- Reynolds, Paul, , Public Law, 2011: 330–352, SSRN 1689518 .
- Roberts, Melanie, , Modern Law Review, January 2001, 64 (1): 112–122, JSTOR 1097141, doi:10.1111/1468-2230.00312.
- Sales, Philip; Steyn, Karen, , Public Law, 2004: 564–653.
- Vanderman, Yaaser, , Public Law, January 2012: 85–104.
- Ventose, Eddy D., , Law Quarterly Review, October 2009, 125: 578–583.
- Watson, Jack, , Legal Studies, December 2010, 30 (4): 633–652, doi:10.1111/j.1748-121X.2010.00177.x.

### 書籍
- Aronson, Mark I.; Dyer, Bruce; Groves, Matthew, ,  4th, Sydney: Thomson Reuters (Professional) Australia Ltd.: 403–517 at 433–451, paras. 7.120–7.165, 2009, ISBN 978-0-455-22557-9.
- Craig, Paul [P.], ,  6th, London: Sweet & Maxwell: 647–691, 2008, ISBN 978-1-84703-283-6.
- Groves, Matthew; Weeks, Greg, , Oxford: Hart Publishing, 2017, ISBN 978-1-84946-778-0.
- Jones, David Phillip; de Villars, Anne S., ,  5th, Toronto, Ont.: Carswell: 253–393 at 294–301, 2009, ISBN 978-0-7798-2126-6.
- Schønberg, Søren J., , Oxford; New York, N.Y.: Oxford University Press, 2000, ISBN 978-0-19-829947-9.
- Thomas, Robert, , Oxford: Hart Publishing, 2000, ISBN 978-1-84113-086-6.
- Wade, H[enry] W[illiam] R[awson]; Forsyth, C[hristopher] F., ,  10th, Oxford; New York, N.Y.: Oxford University Press: 402–470 at 446–457, 2009, ISBN 978-0-19-921973-5.
- Lord Woolf; Jowell, Jeffrey; Le Sueur, Andrew, ,  6th, London: Sweet & Maxwell: 609–650, 2007, ISBN 978-0-421-69030-1.

## 外部連結
- Beatrice Weber-Dürler: Vertrauensschutz im öffentlichen Recht, Basel 1983 (zugleich Habilitationsschrift Zürich), ISBN 3-7190-0853-3.（德文）
- Lothar Kuhlen:  Zum Vertrauensschutz bei belastenden Rechtsprechungsänderungen （页面存档备份，存于） （德文）
- § 48 Abs. 2 VwVfG als Beispiel einer gesetzlichen Regelung des Vertrauensschutzes （德文）